# Liste der Bodendenkmäler in Hamm
Die Liste der Bodendenkmäler in Hamm enthält die denkmalgeschützten unterirdischen baulichen Anlagen, Reste oberirdischer baulicher Anlagen, Zeugnisse tierischen und pflanzlichen Lebens und paläontologischen Reste auf dem Gebiet der Stadt Hamm in Nordrhein-Westfalen (Stand: 2. März 2018). Diese Bodendenkmäler sind in Teil B der Denkmalliste der Stadt Hamm eingetragen; Grundlage für die Aufnahme ist das Denkmalschutzgesetz Nordrhein-Westfalen (DSchG NRW).
| Bild | Bezeichnung                                            | Lage                                                      | Beschreibung        | Bauzeit | Eingetragen seit | Denkmal- nummer |
| --- | ------------------------------------------------------ | --------------------------------------------------------- | ------------------- | ------- | ---------------- | --------------- |
| BW | Ehemalige Strontianitgrube Himmelsberg                 | Stadtbezirk Heessen Ahlener Straße 273 Karte              | Technisches Bauwerk |         | 18. Jan. 2007    | 304             |
| | Königslandwehr in Sandbochum                           | Stadtbezirk Herringen Am Holtkamp (Hilgenfeld)            | Landwehr            |         | 7. März 1991     | 164             |
| | Königslandwehr in Sandbochum                           | Stadtbezirk Herringen Am Holtkamp (Kuferkamp)             | Landwehr            |         | 7. März 1991     | 163             |
| BW | Ehemalige Landwehr im Pilsholz                         | Stadtbezirk Mitte Am Pilsholz Karte                       | Landwehr            |         | 26. Feb. 1991    | 160             |
| | Königslandwehr zwischen Kanal/Alte Lippe               | Stadtbezirk Herringen Am Tibaum (östlich)                 | Landwehr            |         | 7. März 1991     | 162             |
| | Standort des ehemaligen Hauses Stockum                 | Stadtbezirk Herringen Am Tibaum (westlich)                | Guts- und Hofanlage |         | 22. Mai 1990     | 138             |
| BW | Gräfte um ehemaligen befestigten Speicher              | Stadtbezirk Rhynern An der Drechener Kirche 2–4 Karte     | Gräfte              |         | 6. Juni 1990     | 144             |
| BW | Wehr Montenberg (nördlich Hs.-Nr. 194)                 | Stadtbezirk Herringen Dortmunder Straße Karte             | Landwehr            |         | 1. Juni 1990     | 139             |
| Teilbereiche der ehemaligen Stadtbefestigung (ab 1243)                                                                            | Teilbereiche der ehemaligen Stadtbefestigung (ab 1243) | Stadtbezirk Mitte Innenstadt Hamm                         | Technisches Bauwerk |         | 29. Sep. 2011    | 333             |
| | Gräfte bei Hof Schulze-Steinen                         | Stadtbezirk Rhynern Drei-Eichen-Weg 5                     | Gräfte              |         | 19. Mai 1995     | 216             |
| BW | Ehemalige Burganlage Gut Nordhof                       | Stadtbezirk Pelkum Gut Nordhof Karte                      | Gräfte              |         | 28. Feb. 1989    | 73              |
| | Landwehrteilstück „Rosenwäldchen“                      | Stadtbezirk Uentrop Heithofer Allee                       | Landwehr            |         | 7. Nov. 1995     | 222             |
| BW | Gräftenring beim Hof Schulze-Berge                     | Stadtbezirk Rhynern Hellweg 145 Karte                     | Gräfte              |         | 14. Mai 1992     | 186             |
| | Gräfte um ehemaligen befestigten Speicher              | Stadtbezirk Uentrop Im Gelben Schlot 3                    | Gräfte              |         | 1. Juni 1990     | 140             |
| | Gräfte beim Gut Sterthoff                              | Stadtbezirk Rhynern In der Kuhweide 4                     | Gräfte              |         | 6. Juni 1990     | 142             |
| | Ehemaliger Standort von Nienbrügge                     | Stadtbezirk Bockum-Hövel Kornmersch                       | Guts- und Hofanlage |         | 6. Juni 1990     | 141             |
| | Gräfte beim Gut Schulze Kump                           | Stadtbezirk Rhynern Kumper Landstraße 5                   | Gräfte              |         | 6. Juni 1990     | 143             |
| | Vorgeschichtliche / mittelalterliche Scherbenfunde     | Stadtbezirk Uentrop Lippestraße ca. 116a                  | Grabungsfeld        |         | 23. Juni 2017    | 374             |
| | Landwehrteilstück in Bockum                            | Stadtbezirk Bockum-Hövel Nagelheide                       | Landwehr            |         | 6. Feb. 1991     | 161             |
| Ehemalige Stadtburg und Teile der Befestigung                                                                                     | Ehemalige Stadtburg und Teile der Befestigung          | Stadtbezirk Mitte Nordenwall 22 Karte                     | Technisches Bauwerk |         | 23. Nov. 2006    | 303             |
| weitere Bilder | Ehemalige Burg der Grafen von der Mark                 | Stadtbezirk Uentrop Soester Straße Karte                  | Schlossanlage       |         | 3. April 1990    | 137             |
| [[Vorlage:Bilderwunsch/code!/C:51.6223505,7.8663991!/D:Grabhügel Allen Aufm großen Kamp , Wambelner Straße Auf der Breite!/\|BW]] | Grabhügel Allen Aufm großen Kamp                       | Stadtbezirk Rhynern Wambelner Straße Auf der Breite Karte | Grab- und Ehrenmal  |         | 31. Okt. 1990    | 154             |
| [[Vorlage:Bilderwunsch/code!/C:51.6223505,7.8663991!/D:Grabhügel Allen Wormstalls Busch , Wambelner Straße Auf der Breite!/\|BW]] | Grabhügel Allen Wormstalls Busch                       | Stadtbezirk Rhynern Wambelner Straße Auf der Breite Karte | Grab- und Ehrenmal  |         | 31. Okt. 1990    | 155             |